# Aleksandr Legkov
Aleksandr Gennad'evič Legkov (in russo Александр Геннадьевич Легков?; Krasnoarmejsk, 7 maggio 1983) è un ex fondista russo.

## Biografia
In Coppa del Mondo ha esordito il 4 gennaio 2003 nella 10 km a tecnica libera di Kavgolovo (48°), ha ottenuto il primo podio il 19 novembre 2006 nella staffetta di Gällivare (2°) e la prima vittoria il 17 dicembre successivo nella staffetta di La Clusaz. In carriera ha preso parte a tre edizioni dei Giochi olimpici invernali, Torino 2006 (20° nella 50 km, 27° nell'inseguimento), Vancouver 2010 (15° nella 15 km, 14° nella 50 km, 4° nell'inseguimento, 8° nella staffetta) e Soči 2014 (1° nella 50 km, 10º nello skiathlon, 2° nella staffetta), e a sei dei Campionati mondiali, vincendo due medaglie.
Nell'ambito delle inchieste sul doping di Stato in Russia, il 1º novembre 2017 il Comitato Olimpico Internazionale ha accertato una violazione delle normative antidoping da parte di Legkov in occasione delle Olimpiadi di Soči, annullando conseguentemente i risultati ottenuti, revocando le medaglie vinte e proibendogli di partecipare a future edizioni dei Giochi olimpici. Conseguentemente, anche la Federazione Internazionale Sci ha aperto un'inchiesta sulla posizione di Legkov, escludendolo dalle competizioni a partire dal 30 novembre. Il 1º febbraio 2018 il Tribunale Arbitrale dello Sport ha però accolto il ricorso presentato da Legkov contro tale decisione; conseguentemente, anche la Federazione Internazionale Sci ha revocato la propria sospensione.

## Palmarès

### Olimpiadi
- 2 medaglie:
  - 1 oro (50 km a Soči 2014)
  - 1 argento (staffetta a Soči 2014)

### Mondiali
- 2 medaglie:
  - 1 argento (staffetta a Sapporo 2007)
  - 1 bronzo (staffetta a Val di Fiemme 2013)

### Coppa del Mondo
- Miglior piazzamento in classifica generale: 2º nel 2007, nel 2013 e nel 2014
- Vincitore della Coppa del Mondo di distanza nel 2013
- 34 podi (22 individuali, 12 a squadre):
  - 9 vittorie (6 individuali, 3 a squadre)
  - 11 secondi posti (4 individuali, 7 a squadre)
  - 14 terzi posti (12 individuali, 2 a squadre)

#### Coppa del Mondo - vittorie
| Data                            | Località                                                     | Nazione                  | Spec.                                                                      |
| ------------------------------- | ------------------------------------------------------------ | ------------------------ | -------------------------------------------------------------------------- |
| 17 dicembre 2006                | La Clusaz                                                    | Francia                  | 4x10 km (con Vasilij Ročev, Nikolaj Pankratov ed Evgenij Dement'ev)        |
| 20 gennaio 2007                 | Rybinsk                                                      | Russia                   | 30 km TL MS                                                                |
| 8 marzo 2009                    | Lahti                                                        | Finlandia                | 15 km TL                                                                   |
| 26-28 novembre 2010             | Kuusamo                                                      | Finlandia                | Nordic Opening                                                             |
| 6 febbraio 2011                 | Rybinsk                                                      | Russia                   | 4x10 km (con Evgenij Belov, Maksim Vylegžanin e Pëtr Sedov)                |
| 29 dicembre 2012 6 gennaio 2013 | Oberhof Val Müstair Cortina d'Ampezzo/Dobbiaco Val di Fiemme | Germania Svizzera Italia | Tour de Ski                                                                |
| 16 marzo 2013                   | Oslo                                                         | Norvegia                 | 50 km TL MS                                                                |
| 8 dicembre 2013                 | Lillehammer                                                  | Norvegia                 | 4x7,5 km (con Dmitrij Japarov, Aleksandr Bessmertnych e Maksim Vylegžanin) |
| 1º febbraio 2014                | Dobbiaco                                                     | Italia                   | 15 km TC                                                                   |

Legenda:

MS = partenza in linea

TC = tecnica classica

TL = tecnica libera

#### Coppa del Mondo - competizioni intermedie
- Vincitore del Nordic Opening nel 2011
- Vincitore del Tour de Ski nel 2013
- 13 podi di tappa:
  - 3 vittorie
  - 5 secondi posti
  - 5 terzi posti

##### Coppa del Mondo - vittorie di tappa
| Data             | Località      | Nazione   | Competizione   | Spec.      |
| 3 gennaio 2012   | Dobbiaco      | Italia    | Tour de Ski    | 5 km TC    |
| 8 gennaio 2012   | Val di Fiemme | Italia    | Tour de Ski    | 9 km TL PU |
| 1º dicembre 2012 | Kuusamo       | Finlandia | Nordic Opening | 10 km TL   |

Legenda:

PU = inseguimento

TC = tecnica classica

TL = tecnica libera